# Thionia quinquata
Thionia quinquata är en insektsart som beskrevs av Metcalf 1923. Thionia quinquata ingår i släktet Thionia och familjen sköldstritar. Inga underarter finns listade i Catalogue of Life.